# General Electric CF34
Il General Electric CF34 è un motore turbofan ad uso civile sviluppato dalla General Electric dalla versione militare TF34. Il CF34 viene utilizzato principalmente su business jet e aerei a corto raggio tra cui i Bombardier CRJ, gli Embraer E-Jets e l'ARJ21. Al 2012 più di 5.600 motori sono in servizio.

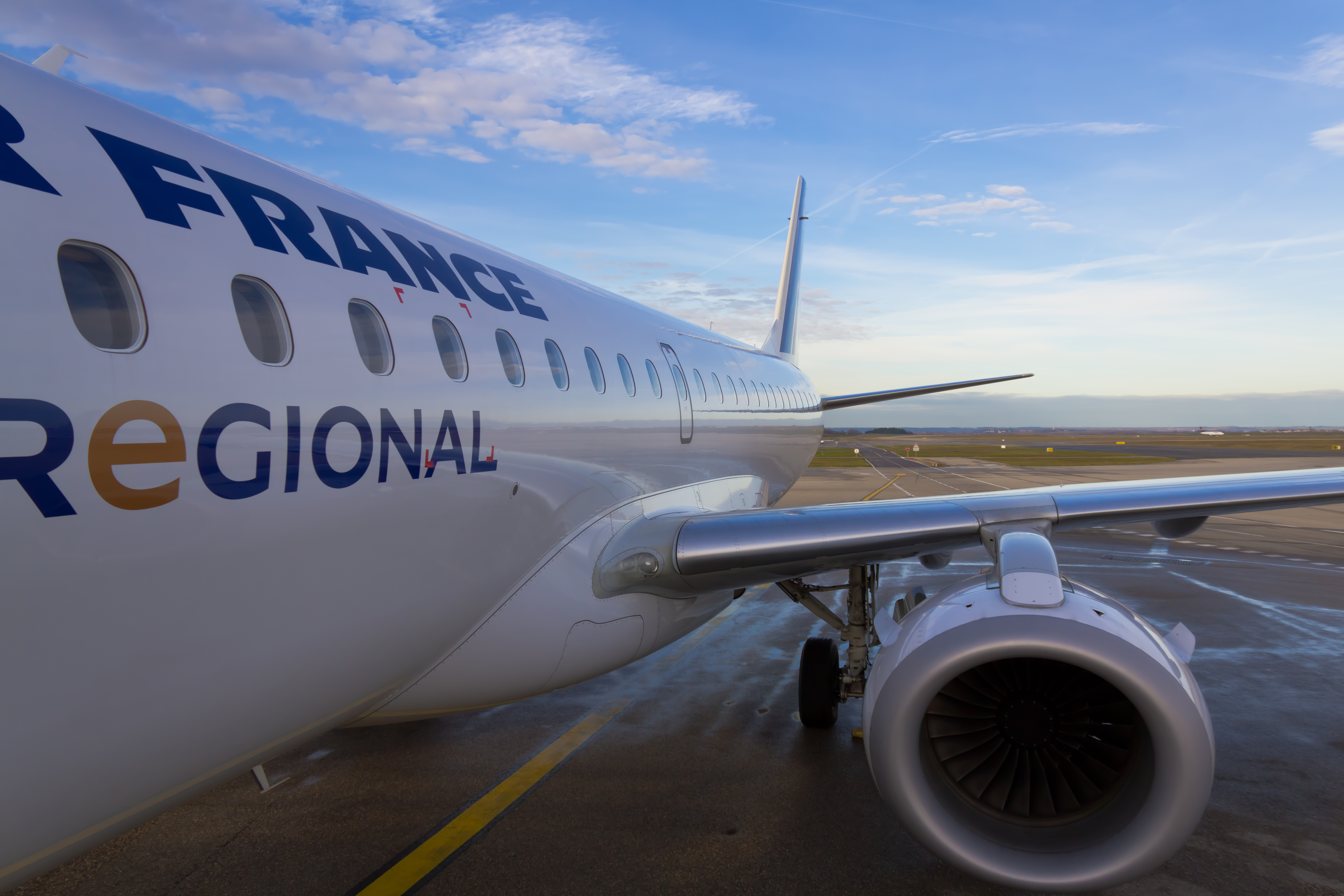
Un CF34 montato su un Embraer 190 della Air France.

## Applicazioni
CF34-1A
- Bombardier Challenger 601-1A

CF34-3A
- Bombardier Challenger 601-3A

CF34-3A1
- Bombardier Challenger 601-3R
- Bombardier CRJ100 ER/LR

CF34-3A2
- Bombardier Challenger 601-3A/ER

CF34-3B
- Bombardier Challenger 604
- Bombardier Challenger 605

CF34-3B1
- Bombardier Challenger 850
- Bombardier CRJ200 ER/LR
- Bombardier CRJ440 ER/LR

CF34-8C1
- Bombardier CRJ700 (Series 701)

CF34-8C5
- Bombardier CRJ700 (Series 705)
- Bombardier CRJ900
- Bombardier CRJ900 NextGen

CF34-8C5A1
- Bombardier CRJ1000 NextGen

CF34-8C5B1
- Bombardier CRJ700 NextGen

CF34-8E
- Embraer E-170
- Embraer E-175

CF34-10A
- Comac ARJ21

CF34-10E
- Embraer E-190
- Embraer E-195
- Embraer Lineage 1000

## Specifiche
|                            | CF34-3             | CF34-8C                    | CF34-8E   | CF34-10A    | CF34-10E               |
| -------------------------- | ------------------ | -------------------------- | --------- | ----------- | ---------------------- |
| Aeromobile                 | CL600/CL850 CRJ200 | Bombardier CRJ700/900/1000 | E-170/175 | Comac ARJ21 | E-190/195 Lineage 1000 |
| Lunghezza                  | 2,6 m              | 3,3 m                      | 3,1 m     | 2,3 m       | 3,7 m                  |
| Diametro                   | 1,2 m              | 1,3 m                      | 1,3 m     | 1,4 m       | 1,4 m                  |
| Peso a vuoto               | 760 kg             | 1.100 kg                   | 1.200 kg  | 1.700 kg    | 1.700 kg               |
| Spinta al livello del mare | 41 kN              | 62,9 kN                    | 64 kN     | 78,5 kN     | 90,6 kN                |
| Rapporto spinta peso       | 5,52:1             | 5,7-6:1                    | 5,6:1     | 5,1:1       | 5,2:1                  |
| Rapporto di compressione   | 21:1               | 28,3:1                     | 28,5:1    | 29:1        | 29:1                   |
| Rapporto di diluizione     | 6,2:1              | 5:1                        | 5:1       | 5:1         | 5,4:1                  |